# Madracis decactis
Espèce
Synonymes
- Astraea decactis Lyman, 1859[1]
- Astrea decactis[2]
- Madracis decactis f. typica Zlatarski & Martinez-Estallela, 1982[1]
- Madracis decatis (misspelling)[2]
- Reussia lamellosa Duchassaing & Michelotti, 1860[1]

Statut de conservation UICN

 LC  : Préoccupation mineure
Statut CITES
Madracis decactis est une espèce de coraux de la famille des Pocilloporidae.

## Publication originale
- Lyman, 1859 : On a new species of (Astraea decactis). Proceedings of the Boston Society of Natural History, vol. 6, pp. 260-263 (texte intégral) (en).